# Thomas Winnington, 3. Baronet
Sir Thomas Edward Winnington, 3. Baronet (* 13. März 1779; † 24. September 1839) war ein britischer Politiker.

## Leben
Thomas Winnington war der älteste Sohn von Sir Edward Winnington, 2. Baronet und dessen Gattin Anne Foley, einer Tochter von Thomas Foley, 1. Baron Foley. Er hatte vier Brüder und fünf Schwestern. Er besuchte das Eton College und studierte am Christ Church College der University of Oxford.
Am 9. Januar 1805 folgte er seinem Vater als 3. Baronet, of Stanford Court in the County of Worcester, nach. Von 1806 bis 1807 bekleidete Winnington das Amt des High Sheriff von Worcestershire. Im weiteren Verlauf seines Lebens gehörte Winnington mehrfach dem House of Commons an. So war er von 1807 bis 1816 Burgess für Droitwich, von 1820 bis 1830 Knight of the Shire für Worcestershire, von 1831 bis 1832 erneut Burgess für Droitwich und schließlich von 1832 bis 1837 Burgess für Bewdley.
Am 11. November 1810 heiratete er Joanna Taylor. Aus der Ehe gingen drei Söhne und vier Töchter hervor. Sein Sohn Thomas folgte ihm als 4. Baronet nach.